# ایتالیا ماریتیما
ایتالیا ماریتیما (انگلیسی: Italia Marittima) شرکت کشتیرانی ایتالیایی است، که در سال ۱۸۳۶ تأسیس شد.